# Dobrodole
Dobrodole (cyr. Добродоле) – wieś w Czarnogórze, w gminie Petnjica. W 2011 roku liczyła 101 mieszkańców.